# Шаршунов, Вячеслав Алексеевич
Вячесла́в Алексе́евич Шаршуно́в (род. 4 мая 1949, д. Кругловка, Смоленская область) — белорусский учёный в области машиностроения, истории науки, техники и образования. Член-корреспондент Национальной академии Республики Беларусь (2003), Академии аграрных наук Беларуси (1992), доктор технических наук (1991), профессор (1992). Заслуженный деятель науки Республики Беларусь (1998). Депутат Верховного Совета Республики Беларусь 13-го созыва (1996), депутат Палаты представителей Национального собрания Республики Беларусь 1-го созыва (1997—2000). Почётный доктор honoris causa Пловдивского университета пищевых технологий (2010, Болгария), почётный доктор наук Белорусской государственной сельскохозяйственной академии (2010). Академик Международной академии наук высшей школы (Россия, 1996) и Международной академии наук информационных процессов и технологий (Россия, 1996).
В 2008 году Номинационным комитетом Европейской бизнес-ассамблеи (Оксфорд, Великобритания) совместно с Учёным советом Международного университета г. Вены (Австрия) выдвигался на звание «Почётный профессор Международного университета г. Вены»

## Родители.Учёба в школе и Белорусской сельскохозяйственной академии
Вячеслав Алексеевич Шаршунов родился  в семье Алексея Стефановича Шаршунова, участника Великой Отечественной войны, который в 1939 году был призван в Красную Армию и
в 1941 году с первых дней принял участие в Великой Отечественной
войне. Войну закончил 9 мая 1945 года в Вене  и был награжден 14 орденами и медалями.
После войны до ухода на пенсию он работал на молочноконсервном комбинате в Рудне механиком двигателей внутреннего сгорания, машиниста котельных установок, а также слесаря-наладчика оборудования. Мать –  Ольга Мартыновна работала в Кругловской восьмилетней школе учителем русского языка и литературы, совмещая эту работу с работой завуча школы на протяжении более 10 лет. Вспоминая мать, Вячеслав Алексеевич неоднократно  своим студентом и аспирантам приводит её слова: «Любите людей, какие бы они ни были. Не отвечайте злом на зло. Слушайте их и вникайте в проблемы, с которыми делятся с тобой. Бог все видит и всем зачтет. За добро – добром,
а за зло – злом». В 1966 году  окончил Руднянскую среднюю школу№ 1. С детства увлекался техникой и после окончания школы сомнений не было, где учиться дальше. Выбору специальности способствовали условия жизни на селе. Он как и другие деревенские дети работал в  личном подсобном хозяйстве, а в период каникул –  в колхозе. Ему приходилось
выполнять такие работы, как перевозка сена, кормление коров, заготовка корма, посадка и уборка картофеля и многое другое. Это требовало значительных физических  усилий. И тогда у него зародилась мечта – облегчение труда крестьянина за счет средств механизации.
Так, Вячеслав стал студентом факультета механизации Белорусской сельскохозяйственной академии. 
В студенческие годы студента он учился  на отлично и со второго курса стал заниматься наукой. С благодарностью В.А. Шаршунов вспоминает Геннадия Яковлевича Чернова, старшего преподавателя кафедры тракторов и автомобилей, имеющего природный педагогический дар, под руководством которого на втором курсе была выполнена первая студенческая научная работа. На республиканском конкурсе эта работа получила высокую оценку и диплом 1-й степени. На 3-м и 4-м курсах Вячеслав занимался научной работой под руководством заведующего кафедрой сельхозмашин профессора
Григория Куприяновича Демидова. Выполненные работы на республиканских конкурсах также получили высокую оценку и награды.

## Работа на производстве.Служба в Советской Армии. Работа в Белорусской сельскохозяйственной академии
Окончил Белорусскую сельскохозяйственную академию в 1971 году и  захотел получить так необходимый для настоящего инженера практический опыт работы.  Начинал в должности старшего инженера-контролера Руднянского районного отделения Смоленского областного производственного объединения «Россельхозтехника»,  а затем  была годичная служба в Советской Армии.
После демобилизации вернулся на Беларусь и с 1973 г. стал работать мастером  шлицевых валов  механического цеха № 1 завода Гомсельмаш.
На этом  заводе были у молодого инженера, большие перспективы роста и руководство завода предлагало остаться работать дальше. Но ещё со студенческой скамьи  он мечтал о науке и поэтому с 1973 года вернулся в родной вуз. Стал работать вначале ассистентом, а затем старшим преподавателем  кафедры механизации животноводства. Успешно вникал во все сложности педагогического труда и активно работал над кандидатской диссертацией под руководством ректора академии, академика АН БССР Сергея Ивановича Назарова , которую  в 1980 году успешно защитил.
А в 1984 году его избрали заведующим кафедрой механизации животноводства. Это не помешало дальнейшим научным исследованиям  и в 1990 году состоялась успешная защита докторской	 диссертации, а в 1991 году он стал профессором.

## Ректор Белорусской сельскохозяйственной академии
В 1992 году был избран ректором академии. Это был 35-й ректор за 177-летнюю историю вуза. 
После распада СССР, вуз перешёл из ведения  Госагропрома СССР в ведение Минсельхозпрода Республики Беларусь. Пришлось ректору доказывать, что ДК БСХА, столовая, баня, поликлиника – это не прихоть ректора, а жизненно важные объекты вуза. Этот период в
истории академии совпал с открытием новых специальностей и специализаций по подготовке специалистов по маркетингу, правовому обеспечению агробизнеса, финансам и кредиту, биотехнологии,рыбоводству, коневодству, экологии и другим актуальным направлениям развития АПК республики. Особое внимание уделялось ремонту общежитий, учебных корпусов, социально значимых объектов,таких как библиотека, больница, поликлиника, ДК БСХА и другие.
Несмотря на трудности переходного периода в жизни страны, произошло расконсервирование двух объектов долгостроя – первого учебного корпуса и корпуса ФПК.
Бывший проректор по науке Белорусской сельскохозяйственной академии профессор А. М. Богомолов, О стиле и методах работы В. А. Шаршунова с коллективом академии  в  статье  «В годы ректорства импонировало его регулярное посещение всех подразделений академии, разрешение на месте многих проблем. Об этом и сейчас вспоминают преподаватели кафедр,рабочие гаража, котельной и других отделов АХЧ. Его уважительное отношение к людям, спокойный характер, скромность, простота в обращении с преподавателями и рабочими, деятельная забота об укреплении учебно-производственной базы академии и о быте сотрудников при личном бескорыстии…» .
В этот период  удалось  восстановить и развивать дальше научные контакты и программы с университетами дальнего и ближнего зарубежья по обмену студентами и молодыми преподавателями. 
В 1994 году были подписаны такие договоры с Тулузским национальным политехническим университетом (Франция), Дрезденским университетом техники и экономики (Германия) и Штеттинской сельскохозяйственной академией (Польша).
Начиная с 1993 года на базе БСХА по инициативе ректората был проведен ряд международных и республиканских конференций по гуманитаризации учебного процесса в высших учебных заведениях
стран СНГ.В. А. Шаршунов уделил особое внимание увековечиванию памяти выдающихся педагогов, работавших в академии в разные периоды ее истории. Давая интервью журналисту Н. Гариной, он отмечал:«Там в разные годы трудились выдающиеся ученые и педагоги.
Среди них были настоящие самородки духовности, культуры и искусства. Свою задачу я видел и вижу в сохранении памяти о них, их наследия. Работая ректором этого старейшего высшего учеб-
ного заведения, я счел своим долгом внести вклад в увековечивание памяти великого белорусского писателя и просветителя Максима Горецкого. Были открыты мемориальные доски в местах, где он
работал и жил, положено начало ежегодным чтениям под названием «Бацькаўшчына» .
На стенах административного корпуса были открыты памятные доски в честь подпольщиков г. Горки, казненных в сквере у этого здания в годы Великой Отечественной войны, а также в память отправления первого медицинского отряда, сформированного из числа студенток академии
и отправленного в действующую армию 26 июня 1941 года. Значительно расширена мемориальная доска погибших за Родину в годы войны на памятнике сотрудникам и студентам БСХА за Нижним
озером. Там появилось более сорока новых фамилий. При нём на высоком уровне прошло празднование 155-летнего юбилея вуза и впервые была издана «Летопись БСХА», а также сборник воспоминаний преподавателей «Незабываемое».

## Начальник главного управления кадров и аграрного образования Министерства сельского хозяйства и продовольствия Республики Беларусь.  Депутат Верховного Совета и Национального собрания Республики Беларусь
С 1995 по 1997 гг. — начальник главного управления кадров и аграрного образования Министерства сельского хозяйства и продовольствия Республики Беларусь.
В 1995 г. избран депутатом Верховного Совета Республики Беларусь.
В 1997 г. перешел в Национальное собрание Республики Беларусь для работы депутатом Палаты представителей на профессиональной основе. Работал заместителем председателя Постоянная комиссии по образованию, культуре, науке.
C его участием была разработана программа развития аграрного образования в Республике
Беларусь «Программа развития аграрного образования Республики Беларусь на 1997–1999 гг. разработан и утвержден ряд новых нормативных документов, а также принят ряд Законов Республики
Беларусь в области науки и образования.
Он участвовал в разработке и принятии таких законов, как «О творческих союзах и творческих ра-
ботниках», «О народном искусстве, народных промыслах и ремеслах», «Об авторском праве и смежных правах», «О государственных языках в Республике Беларусь» и других.
В статье «Овальный зал и повороты судьбы», опубликованной  журналистом А. Незнановым  была дана  оценка его депутатской деятельности: «Немало народных избранников первого созыва до депутатства занимались преподавательской деятельностью. В Парламенте, не забывая о своей
профессиональной принадлежности, лоббировали, в хорошем смысле, интересы системы образования. Покинув Овальный зал, посвятили себя науке и воспитанию молодежи. Яркий пример – Вячеслав
Шаршунов…»  .

## Работа в государственном аттестационном комитете Республики Беларусь. Ректор Могилёвского государственного университета продовольствия
В эти годы в Республике Беларусь была организована  высшая аттестационная комиссия (ВАК). В.А. Шаршунов с 1 марта 2001 года начал работать заместителем Председателя Государственного аттестационного комитета Республики Беларусь, а с 2002 г. ещё и начальником управления аттестации белорусского ВАКа. Работая в ВАКе, В. А. Шаршунов задался целью издать пособие
для начинающего ученого и исследователя, которое можно было бы использовать в период обучения в аспирантуре или при самостоятельной работе по подготовке кандидатских и докторских диссер-
таций. Среди этих работ особую популярность в странах СНГ имеет пособие «Как подготовить и защитить диссертацию: история, опыт, методика и рекомендации / соавт. Н. В. Гулько).
В 2003—2017 гг. — ректор Могилевского университета продовольствия.
За эти годы, по отзывам профессоров и преподавателей вуза, им было много сделано  для развития этого высшего учебного заведения.Так, за период его работы в МГУП проделана значительная работа по совершенствованию учебного процесса, научно-исследовательской и  воспитательной работы, созданию современной материально-технической базы, расширению международных связей, по открытию новых специальностей и специализаций. 
В начале 2012 года университет был аттестован Департаментом контроля качества
Министерства образования Республики Беларусь на 5-летний срок работы, а в 2016 году прошел аккредитацию на продолжение работы на новый срок.
Для организации учебного процесса на  ведущих промышленных предприятиях Могилевской области и города Могилева были открыты филиалы профильных кафедр. С более  предприятиями и
организациями всех областей Республики Беларусь заключены договоры по организации технологических и преддипломных практик.
Итогом работы коллектива МГУП под руководством В. А. Шаршунова явилось получение университетом Диплома в номинации «Лучшая организация высшего образования города» за 1-е
место по итогам социально-экономического развития города Могилева в 2016 г. 
Успешная и безупречная деятельность учреждения под руководством В.А.Шаршунова на протяжении многих лет позволила Международному Сократовскому комитету Европейской
бизнес ассамблеи (Europe Business Assembly, EBA, Oxford, UK) рекомендовать учреждение образования «Могилевский государственный университет продовольствия» к вручению Международной награды «Лучшее учебное учреждение» (Best Educational Institution Award).А ректору университета  вручили специальное отличие «Лучший топ-менеджер года» и именной сертификат.
В настоящее время Вячеслав Алексеевич работает профессором кафедры  машин и аппаратов пищевых производств МГУП.

## Вклад в науку
Шаршуновым В.А. разработаны научные основы внедрения в сельскохозяйственное производство ряда новых энерго- и ресурсосберегающих безотходных технологий и комплектов машин для уборки, переработки и использования урожая сельскохозяйственных культур на семена и корм животным, а также в кормопроизводстве и животноводстве. Под его руководством разработана технология и комплекс принципиально новых машин уборки и послеуборочной переработки семенников клевера, люпина, злаковых трав и других кормовых культур методом очеса растений на корню. Внедрение этих разработок позволило в 2-3 раза увеличить сбор семян трав и бобовых культур. Совместно со своими аспирантами учёным разрабатываются комплекс машин для животноводства и кормопроизводства (термовструдеры, термодискринизаторы и др.).
Он автор книг по истории белорусской науки и образования,  возникновения и совершенствования системы аттестации научных и научно-педагогических кадров на ученые степени магистра, кандидата и доктора наук.
В.А. Шаршунов  автор более 460 научных и научно-методических работ, в том числе 12 учебных пособий, 10 монографий и справочников, 9 брошюр и книг. 74 изобретений, защищенных авторскими свидетельствами  СССР и патентами Республики Беларусь. Кроме Беларуси, результаты его исследований опубликованы в России, Германии, Голландии, Польше, Украине, Латвии, Литве и Эстонии.
Шаршуновым В.А. создана научной школа, в рамках которой защищена одна докторская и 13 кандидатских диссертаций.

## Признание
- В 1992 году был  избран член-корреспондентом Академии аграрных наук Беларуси,
- В 2003 году – членом- корреспондентом Национальной Академии наук Беларуси.
- Академик Международной академии наук высшей школы
- Академик Международной академии наук информационных процессов и технологий.

## Звания
- Заслуженный деятель науки Республики Беларусь.
- Почётный доктор  Белорусской государственной сельскохозяйственной академии.
- Почётный доктор Пловдивского университета пищевых технологий (Болгария).
- Был выдвинут номинационным комитетом Европейской бизнес-ассамблеи (Оксфорд, Великобритания) совместно с Учёным советом Международного университета г. Вены (Австрия) на звание «Почётный профессор Международного университета г. Вены».
- Лауреат Могилёвской областной премии «Человек года».
- Сведения о нём внесены в "Книгу славы Могилевщины".
- Лауреат специальной премии Могилевского городского исполнительного комитета "Достижение" в номинации "Образование".

## Награды
- Орден Почёта (2008).
- Орден Франциска Скорины (2014).
- Медаль Франциска Скорины (2023)[6].
- Заслуженный деятель науки Республики Беларусь (1998).
- Почётные грамоты Верховного Совета Белорусской ССР (1990).
- Почётная грамота Национального собрания Республики Беларусь (1999).
- Знак Минобразования Республики Беларусь «Отличник образования» (1999).
- Государственные юбилейные медали.